# Протодинастички Египат
Протодинастички период Египта (3200. п. н. е. — 3000. п. н. е.) је временско раздобље које се односи на крај прединастичког периода.  Некада се он назива и нулта династија или касни прединастички период.
Протодинастички период је доба када је почело политичко уједињење старог Египта, које је довело до коначног уједињења у раном династичком периоду. У ово доба се јављају и први хијероглифи. Најстарији познати примери египатског писма су исписане плочице пронађене у гробници у У-ј Абидосу, за које се претпоставља да су из 3150. п. н. е. Постоје докази који указују на сеобе у јужни део Палестине, за време протодинастичког периода, за које се сматра да су представљале колонизацију или трговину.